# Dessecador

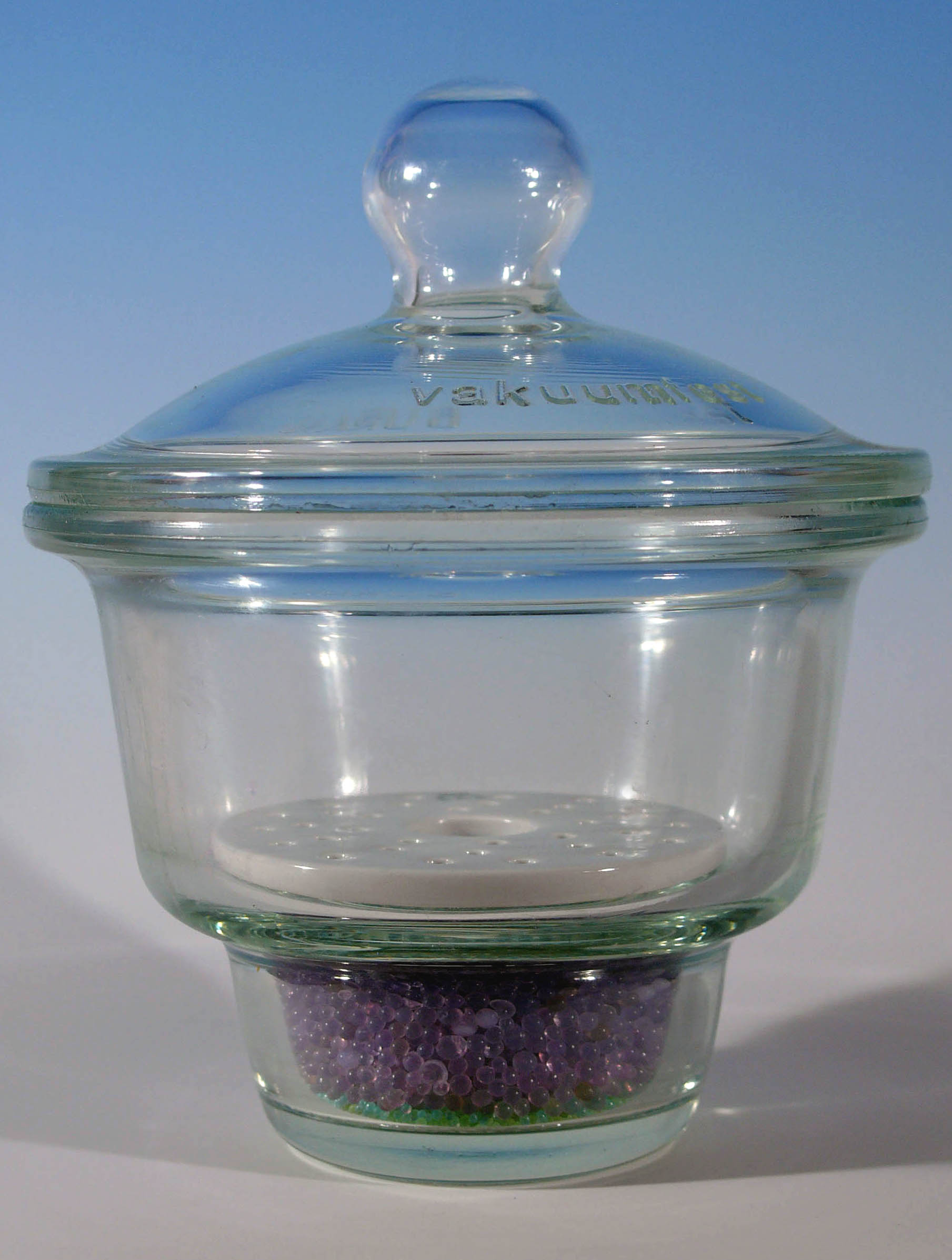
Dessecador

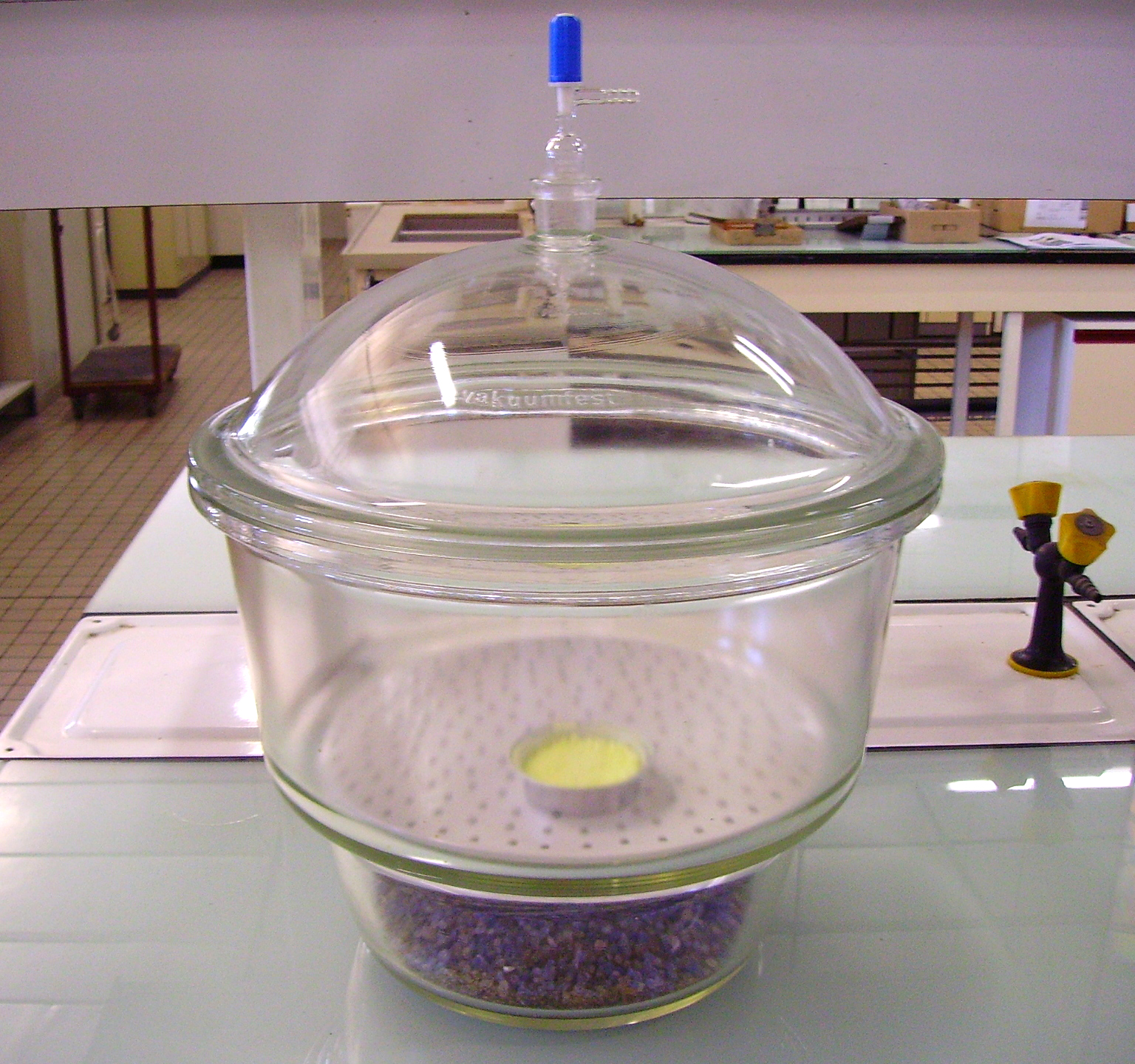
Dessecador de buit

Un dessecador és un estri de laboratori de química que s'empra per dessecar de substàncies sòlides, quan són inestables pel que fa a la temperatura. És generalment fet d'un recipient de vidre que es pot tancar hermèticament. Els volums dels dessecadors normalment van d'un fins als catorze litres. Modernament, s'utilitzen també estufes de buit que permeten treballar a baixa temperatura.
Els dessecadors constent de dues parts: un recipient i una tapadora. El recipient està dividit en una part inferior on es diposita una substància higroscòpica o dessecant. El més emprat és el clorur de calci, però també se n'empren d'altres: perclorat de magnesi, pentaòxid de fòsfor, sulfat de calci semihidratat o drierita, òxid de bari, òxid de calci, òxid d'alumini, gel de sílice, carbur de calci, àcid sulfúric) i una part superior on es diposita, damunt una superfície de porcellana foradada, la mostra. L'aigua que s'evapora de la mostra és absorbida per l'agent dessecador que l'elimina de l'atmosfera interior del dessecador. Això provoca que se segueixi evaporant aigua de la mostra perquè no aconsegueix la saturació i, conseqüentment, que la substància que hom vol dessecar perdi la humitat.
Per augmentar l'eficàcia dels dessecadors alguns duen a la tapadora una clau que permet fer el buit a l'interior del dessecador.
Si bé els dessecadors tradicionalment s'han fabricat de vidre també es poden trobar dessecadors fabricats en materials plàstics o metàl·lics, principalment alumini, que als avantatges de la seva lleugeresa i duració uneixen les d'una major conductivitat tèrmica que permet economitzar temps a l'hora de refredar les substàncies i els gresols fins a la temperatura ambient.